# 奈良教育大学附属幼保連携型認定こども園
奈良教育大学附属幼保連携型認定こども園（ならきょういくだいがくふぞくようほれんけいがたにんていこどもえん）は、奈良教育大学に付属した国立認定こども園。
2024年（令和6年）4月、国立初の認定こども園として奈良教育大学附属幼稚園から移行し開園した。

## 概要
奈良県奈良市高畑町の奈良教育大学高畑キャンパス南東部に位置する。国立初の認定こども園として、0歳児から就学前までの乳幼児期の育ちにおいて、大学との連携による教育と保育の一貫したカリキュラム開発と実践を行い、妊娠期からの子育て支援を含めて、全国のこども園のモデル園を目指している。

## 沿革
- 1927年（昭和2年）
  - 4月 - 奈良県女子師範学校附属小学校後援会昭徳幼稚園として設立が認可。附属小学校の2教室を使用し保育を開始。
  - 9月 - 園舎が完成し、移転を完了。
- 1928年（昭和3年）4月1日 - 奈良県女子師範学校附属昭徳幼稚園へ改称。
- 1943年（昭和18年）4月1日 - 師範学校の統合および官立（国立）移管にともない、奈良師範学校女子部附属幼稚園へ改称。
- 1949年（昭和24年）5月31日 - 新制・奈良学芸大学の発足により、奈良学芸大学奈良師範学校附属幼稚園へ改称。
- 1951年（昭和26年）4月1日 - 奈良師範学校の廃止にともない、奈良学芸大附属幼稚園へ改称。
- 1960年（昭和35年）3月 - 附属中学校の法蓮町移転に伴い、その跡地（北魚屋東町1番地）の一部に園舎を建築し移転を完了。
- 1961年（昭和36年）4月1日 - 3歳児保育を開始。
- 1966年（昭和41年）
  - 1月 - 遊戯室・園長室・会議室棟が完成。
  - 4月 - 奈良教育大学教育学部附属幼稚園へ改称。
- 1978年（昭和53年）3月 - 創立50周年を記念し、園歌を制定。
- 1979年（昭和54年）3月 - 新園舎が完成し移転を完了。同年9月にはプールと円形砂場が完成。
- 1982年（昭和57年）3月 - 飼育小屋が完成。
- 1983年（昭和58年）7月 - 「幼年の像」を設置。
- 1989年（平成元年）3月 - 土山を造成。
- 1993年（平成5年）3月 - くさぶえテラスを新設。「草笛」「ポケット」「とおせんぼ」の像を設置。
- 2004年（平成16年）4月1日 - 国立大学法人奈良教育大学の発足にともない、奈良教育大学附属幼稚園へ改称。
- 2008年（平成20年）3月 - わくわくらんどを建て替える。
- 2009年（平成21年）3月 - 総合遊具を改修。
- 2024年（令和6年）4月 - 奈良教育大学附属幼保連携型認定こども園に移行[1]。

## 入学
- 2024年度は、2歳クラス・3歳クラスの募集をおこなった[2]。

## 教育目標
- 生き生きとあそぶ子ども
- 友達といっしょにのびる子ども
- 精いっぱいがんばる子ども